# Дюшен, Луи
Луи́ Дюше́н (1843—1922) — аббат, крупный французский исследователь древней церковной жизни и литературы.
Родился в городке Сан-Серван. В 1873—1876 гг. учился в École française в Риме. Увлекшись археологией, он организовал ряд экспедиций на Афон, а также в Малую Азию и Сирию. Эти путешествия пробудили в нем интерес к ранней истории церкви. В 1877 г. Дюшен получил кафедру церковной истории в Католическом институте в Париже, но покинул теологический факультет в 1883 г. Затем стал преподавать в Практической школе высших исследований. А в 1895 г. был назначен директором научно-исследовательского института Французская школа в Риме.

## Сочинения
Главные труды Дюшена:

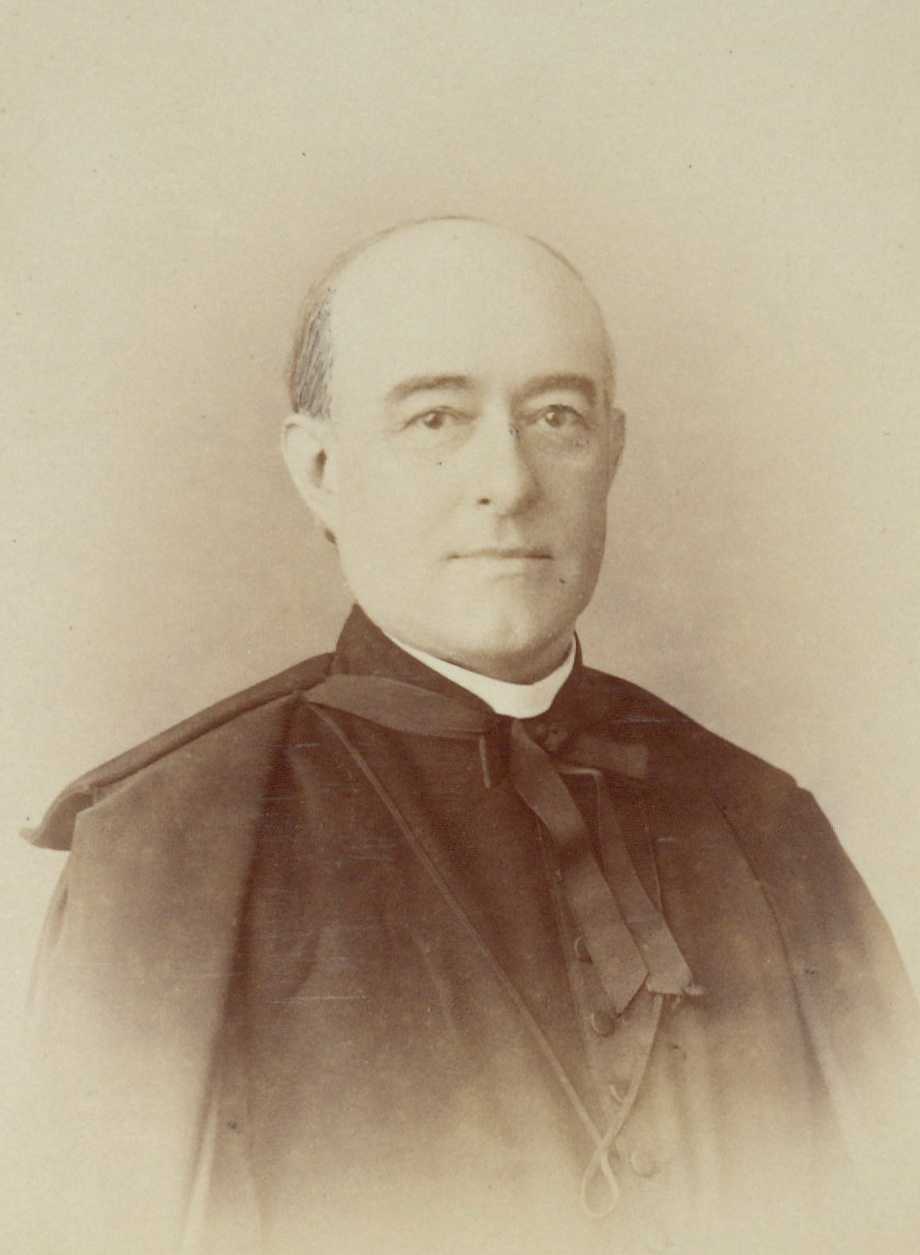
Дюшен, Луи

- «Études sur le Liber Pontificalis» и образцовое издание текста этой книги,
- «Origines du culte chrétien»,
- «Fastes épiscopaux de l’ancienne Gaule»;
- в сотрудничестве с де-Росси — критическое издание Иеронимова мартиролога.

Из многочисленных статей (mémoires) Дюшена по церковной истории и литературе, весьма ценимых и немецкими специалистами, замечателен по смелости взглядов этюд о догмате Троицы у доникейских отцов церкви. Вызванная этим этюдом агитация против Дюшена, с целью лишить его богословской кафедры, не имела успеха. Тем не менее его «Ранняя история церкви» (Histoire ancienne de l'Église) была в 1912 году внесена в Индекс запрещённых книг как слишком модернистская.